# Габриэлян, Араик Гургенович
Араик Гургенович Габриэлян (также известен как Ара Габриэлян, род. 6 ноября 1944, Ереван) — советский кинорежиссёр, актёр, ассистент режиссёра.

## Биография
Араик Габриэль родился 6 ноября 1944 года в Ереване.
В 1966 закончил режиссёрский факультет Ереванского художественно-театрального института (курс В. Вартаняна). В течение двух лет после окончания вуза работал помощником режиссёра на киностудии Арменфильм, после чего, вплоть до 1970 года был режиссёром-стажёром на киностудии им. Горького.
С 1970 года являлся режиссёром на Центральной киностудии детских и юношеских фильмов имени Горького. В 1983 году совместно с Вениамином Дорманом снял фильм «Талисман». В 1987 году на киностудии Мосфильм снял фильм «Раз на раз не приходится».

## Фильмография
| 1969 | Каринэ                                    |           | зелёная ✓ |           |        |
| 1969 | Преступление и наказание                  |           | зелёная ✓ |           |        |
| 1973 | Возвращение                               |           |           | зелёная ✓ | эпизод |
| 1973 | Семнадцать мгновений весны                |           | зелёная ✓ |           |        |
| 1974 | Человек из Олимпа (фильм)                 |           |           | зелёная ✓ | эпизод |
| 1973 | Поговори на моём языке (короткометражный) | зелёная ✓ |           |           |        |
| 1984 | Талисман                                  | зелёная ✓ |           |           |        |
| 1987 | Раз на раз не приходится                  | зелёная ✓ |           |           |        |